# Wileńska Wspólnota poetów
Wileńska Wspólnota poetów (ros. Виленское Содружество поэтов) – emigracyjna rosyjska grupa literacka w II Rzeczypospolitej
Grupa została utworzona w kwietniu 1934 r. w Wilnie. Początkowo działała jako podsekcja przy sekcji literacko-artystycznej Wileńskiego Stowarzyszenia Rosyjskiego. Na jej czele stanęła śpiewaczka Irina F. Narkowicz, która w 1932 r. debiutowała jako poetka. Funkcję zastępcy przewodniczącego pełnił Ch. J. Kozłowski. W skład grupy wchodzili m.in. Maria M. Frumkina-Judiewicz, Pałtijel M. Kacenelson, Sigizmund I. Polianski, Wsiewołod S. Bajkin, Lew J. Szlosberg, R.W. Nikitin, N.A. Jermołowicz, Tamara A. Sokołowa, Temira A. Sasinowicz, Ilia N. Pietrow, Natalia W. Maksimowa, A.G. Tyczinski, Zoja J.Czerwiakowska. Jesienią 1935 r. grupa była inicjatorem utworzenia Komitetu Puszkińskiego. W tym czasie powołano kolegium redakcyjne w celu opublikowania zbioru poetyckiego członków grupy, w skład którego weszli T.A. Sokołowa, W.S. Bajkin i P.M. Kacenelson. Wydano go w 1937 r. W 1936 r. przewodniczącym grupy został Siergiej I. Naliancz, którego działania doprowadziły do jej usamodzielnienia się. Organizowano wieczorki poetyckie, na których czytano publicznie utwory literackie i dyskutowano o nich.